# Região Geográfica Imediata de Itapeva
A Região Geográfica Imediata de Itapeva é uma das 53 regiões imediatas do estado brasileiro de São Paulo, uma das seis regiões imediatas que compõem a Região Geográfica Intermediária de Sorocaba e uma das 509 regiões imediatas no Brasil, criadas pelo IBGE em 2017.
É composta por 19 municípios, tendo uma população estimada pelo IBGE para 1.º de julho de 2017, de 356 570 habitantes e uma área total de 12 318,769 km².

## Municípios
Fonte: IBGE – Cidades
| Município              | População Estimada (2017) | Área (km²) |
| ---------------------- | ------------------------- | ---------- |
| Apiaí                  | 24 945                    | 974.322    |
| Barão de Antonina      | 3 406                     | 153.142    |
| Barra do Chapéu        | 5 653                     | 405.681    |
| Bom Sucesso de Itararé | 3 888                     | 133.578    |
| Buri                   | 19 737                    | 1195.91    |
| Capão Bonito           | 47 463                    | 1640.23    |
| Guapiara               | 17 640                    | 408.292    |
| Itaberá                | 17 879                    | 1110.35    |
| Itaoca                 | 3 341                     | 183.015    |
| Itapeva                | 93 570                    | 1826.258   |
| Itapirapuã Paulista    | 4 186                     | 406.478    |
| Itaporanga             | 15 165                    | 507.997    |
| Itararé                | 50 379                    | 1003.86    |
| Nova Campina           | 9 504                     | 385.375    |
| Ribeira                | 3 390                     | 335.748    |
| Ribeirão Branco        | 17 220                    | 697.5      |
| Ribeirão Grande        | 7 697                     | 333.363    |
| Riversul               | 5 792                     | 385.878    |
| Taquarivaí             | 5 715                     | 231.792    |
| Total                  | 356 570                   | 974,322    |